# 문화시민운동중앙협의회
문화시민운동중앙협의회는 공동체적 시민의식을 한단계 더 높게 성숙시켜 선진문화복지 사회를 이룩하고 문화체육 등 각종 국제행사시 민간단체 차원의 문화시민운동을 전개하여 국위선양을 목적으로 1997년 6월 20일 설립된 대한민국 문화체육관광부 소관의 사단법인이다. 사무실은 서울특별시 영등포구 여의도동 18-3에 있다.

## 주요 사업
- 건강한 민주공동체 건설을 위한 문화시민의식 정립 사업
- 한민족의 문화적 전통과 정신문화 확산으로 민족공동체적 가치관 확립사업